# Coups et Blessures
Pour la notion de droit pénal, voir Coups et blessures.
Singles de BB Brunes
Cul et Chemise
(2011) Stéréo
(2012)
Pistes de Long courrier
Grande Rio Bye Bye
Coups et Blessures est une chanson pop du groupe français BB Brunes sortie le 15 juin 2012 sous le label Warner. Il s'agit du premier single de leur troisième album studio Long Courrier sorti pour sa part en septembre 2012.
La chanson, écrite par Adrien Gallo et produite par Wladimir Pandolfo, est un virage artistique pour le groupe et constitue un succès critique et commercial : il s'agit du premier titre de BB Brunes à intégrer le top 10 des ventes de singles en France et il se hisse à la sixième place des ventes de singles en Belgique francophone.

## Contexte
Après leurs deux premiers albums Blonde comme moi (2007) et Nico Teen Love (2009) aux accents rock, le groupe entame un virage artistique avec un style plus pop. Adrien Gallo explique que le groupe « avait vraiment envie de surprendre les gens [avec] un son plus électronique ». La chanson sert à promouvoir la nouvelle orientation musicale du groupe.

## Composition et thème
La chanson est conçue à New York où Adrien Gallo a vécu pendant une année ; la partie instrumentale est enregistrée lors d'une session d'un mois au studio Eastcote à Londres, au Royaume-Uni.
Coups et Blessures est une chanson au style pop, avec des éléments de rock. Elle est écrite et composée par Adrien Gallo, le leader du groupe BB Brunes et produite par Wladimir Pandolfo. Après une introduction, la chanson composée d'un schéma classique, suit trois cycles couplet-refrain, sur un battement par minute de 120 en tonalité Mi♭. La chanson contient des claviers, des riffs de guitare.
Dans la chanson, Adrien Gallo évoque la possibilité de tomber amoureux d'une fille mais le comportement de cette dernière, trop entreprenante, lui fait réaliser que cela n'est pas possible.

## Promotion et interprétations en direct
Afin de promouvoir l'album Long Courrier, le groupe sort la chanson Coups et Blessures en juillet 2012. Lors de la promotion, le groupe interprète la chanson pour de nombreux médias dont 20 minutes, Grand Journal sur Canal+, le Journal de 13 heures de France 2, RTL ou encore le Double F sur Virgin Radio.

## Réception critique
Pour Sophie Rosemont de Music-Story, la chanson est « l'un [des] plus grands tubes » du groupe. Elle estime que « tout y est pour faire succomber l’auditeur » et que les BB Brunes « ne cachent pas leur envie de séduire ».
Pour Frédéric Mangard de Charts in France, « l'album (...) est moins rock et plus pop [et] surprend, avec l'apparition des synthés, jusqu'alors totalement absents de l'univers de la bande ».
Le blogueur américain Perez Hilton poste un billet à propos de cette chanson en octobre 2012. Il affirme qu'il s'agit de « pop française délicieuse » et trouve que le groupe penche « du côté indé/hipster ». Il qualifie la chanson de « délicieuse et belle ».

## Ventes
La chanson est bien accueillie commercialement. C'est la première chanson du groupe à intégrer le top 10 des ventes de singles en France en se classant à la 10e place, la semaine du 29 septembre 2012. Cette semaine-là, le single s'écoule à 4 787 exemplaires. Le single reste classé dans le top 100 pendant 18 semaines consécutives.
En Belgique francophone, le single se classe à la 9e place des ventes de singles la semaine du 20 octobre 2012 avant d'atteindre la 8e place la semaine suivante et pendant deux semaines. La semaine du 10 novembre 2012, la chanson progresse de deux places pour se classer à la 6e position. Au total, il reste classé pendant 9 semaines consécutives. Le single se place également dans le classement des téléchargements de singles : à la 2e place la semaine du 27 juillet 2012. Il s'agit pour la Belgique francophone de la meilleure position pour un single du groupe dans le classement de ventes de singles et de la troisième pour les téléchargements après Dis-moi (2007) et Lalalove You (2009). Le titre se classe 3e des diffusions radio la semaine du 2 octobre 2012.

## Clip
Le clip de Coups et Blessures est réalisé par Mary Clerté et Édouard Bertrand.
Dans le clip, le groupe opte, selon Aurélia Vertaldi du Figaro, « pour la sensualité et l'humour », en apparaissant « totalement décomplexé » avec un « look new age » avec des tenues décontractées. Dans la vidéo, des jeunes femmes « plus jolies les unes que les autres » évoluent « tantôt en fauteuil roulant, un parapluie noué autour de la jambe, tantôt en créature antique ». Jonathan Hamard du site Charts in France note quant à lui que « sport, combat, placement de produits (B&You de Bouygues Telecom) et dynamite sont au programme de cette vidéo à l'humour fin et piquant qui témoigne de l'évolution de BB Brunes ».
Vertaldi compare l'atmosphère composée de « lumière douce » au film Virgin Suicides (1999) de Sofia Coppola.
Le groupe explique que, bien qu'il n'existe pas de lien direct entre les paroles de la chanson et le clip, leur univers commun « est décalé, surréaliste et l’esthétisme est léché ». Néanmoins selon les membres du groupe, si « le clip ne raconte pas l’histoire de la chanson », ils « ne voulai[en]t pas faire quelque chose de trop évident ».

## Liste des pistes
Promo - CD-Single Warner 
1. Coups et Blessures - 3 min 14 s

## Classement par pays
| Classement (2012)                       | Meilleure position |
| --------------------------------------- | ------------------ |
| Belgique (Wallonie Ultratop 50 Singles) | 6                  |
| Belgique (Wallonie Ultratip 50)         | 2                  |
| Belgique (Wallonie Ultratop 50 Airplay) | 2                  |
| France (SNEP)                           | 7                  |